# ماركوس راجر
ماركوس راجر (مواليد 5 فبراير 1988) هو أستاذ شطرنج نمساوي كبير. فاز ببطولة النمسا للشطرنج في أعوام (2008- 2010) ولعب الشطرنج الأول للنمسا في أولمبياد الشطرنج منذ عام 2008. في أكتوبر 2016، أصبح أول نمساوي يصل إلى تصنيف الاتحاد الدولي للشطرنج في الاتحاد الدولي للشطرنج البالغ 2700. وكان أعلى تصنيف له هو 2703، والذي وصل إليه في فبراير 2017.

## سيرته المهنية
في عام 2011، تعادل في المركز الأول إلى الخامس مع ألكسندر أريشينكو ويوري كوزوبوف وباريمارجان نيغي وني هوا في بطولة بارسفناث المفتوحة التاسعة. شارك في كأس العالم للشطرنج 2011، حيث خرج في الجولة الأولى على يد يفجيني أليكسييف. في كأس العالم للشطرنج 2013 وصل إلى الجولة الثانية وخسر أمام نيكيتا فيتيوغوف.
في عام 2015، فاز راجر بكأس بوليتيكن في هلسنجور في الشوط الفاصل على ليفيو ديتر نيسيبانو، وجون لودفيج هامر، ولوران فريسينيت، وتايجر هيلارب بيرسون، وصامويل شانكلاند، وسيباستيان مازي، وميخائيل مارين، وسون بيرج هانسن، وفيتالي كونين، بعد أن أنهى جميع اللاعبين المباراة بنتيجة 8/10. وفي العام نفسه، قاد الفريق النمساوي إلى الفوز بكأس ميتروبا في مايرهوفن.

## روابط خارجية
- بطاقة تصنيف ماركوس راجر في الاتحاد الدولي للشطرنج.